# Шайн (рэпер)
Макси́м Серге́евич Ермо́лов (23 июля 1981, Куйбышев, СССР — 1 декабря 2024, Макеевка, Украина), более известный под псевдонимом Шайн — российский рэп-исполнитель, автор текстов и музыкант. Участник самарских рэп-групп «Собачья стая» и «Солдаты бетонной лирики». Участник фестиваля Rap Music 2002. Номинант премий Hip-Hop.Ru Awards 2004 и Hip-Hop.Ru Awards 2009. Являлся одним из первых рэперов Самары.
В декабре 1998 года Шайн стал победителем конкурса на лучшую рэп-заставку, который проводился радиостанцией «Мегаполис 103.6 FM» для программы Street Beat. В 1999 году Шайн вошёл в состав самарской рэп-группы «Собачья стая» (Капа, Багзи, Шайн), занявшей первое место на фестивале Free Nation '99. В апреле 2002 года Шайн присоединился к команде «Солдаты бетонной лирики» («С.Б.Л.»). В конце 2002 года Шайн и Капа в составе «С.Б.Л.» приняли участие в фестивале Rap Music 2002. 25 апреля 2004 года увидел свет их дебютный альбом «ШайКа».
В 2008 году Шайн начал сольную карьеру. В 2010 году состоялся релиз микстейпа 2k10 Mixtape и мини-альбома Acoustic Lyrics, состоявшего из шести композиций, которые исполнялись под аккомпанемент акустической гитары. 1 декабря 2024 года погиб в ходе боевых действий на востоке Украины, в селе Макеевка Луганской области Украины.

## Биография
В декабре 1998 года выиграл конкурс на лучшую музыкальную заставку в стиле «рэп» для программы Street Beat на радиостанции «Мегаполис». По словам ведущего программы Антона Макарова (Antix), после объявления рэп-конкурса молодые люди стали присылать на радио письма с текстом либо звонили в программу и зачитывали свой текст в прямом эфире, а Ермолов прислал аудиокассету с готовым треком, записанным в домашних условиях, благодаря чему и одержал победу в конкурсе. В то время у Ермолова ещё не было псевдонима и ведущий представил его по первым буквам имени и фамилии — «M.E.» (Максим Ермолов).
В 1999 году был известен под псевдонимом МС Томагавк. Чуть позже присоединился к самарской рэп-группе «Собачья стая», в состав которой входили рэп-исполнители Капа (Александр Ма́лец) и Багзи (Роман Васин). Взял себе новый псевдоним Шайн и познакомил Капу с сольным творчеством исполнителей американской рэп-группы Wu-Tang Clan: сначала дал послушать альбом Raekwon Only Built 4 Cuban Linx… (1995), а спустя некоторое время представил альбом Method Man Tical (1994), определивший для Капы дальнейшую манеру исполнения рэпа. Вместе Шайн и Капа придумали тексты песен «Улицы зла» и «Беда», но успели записать только трек «Беда» (музыка: Капа). Шайн записал два сольных трека: «Техника рэпа» и «Перемены». В октябре был призван на военную службу в армии.
В мае 2000 года прибыл в отпуск из армии. 20 мая Шайн и Капа выступили с песней «Улицы зла» на площади Куйбышева в Самаре в рамках фестиваля Adidas Streetball Challenge. В июне группа «Собачья стая» дважды выступила в качестве гостя на фестивале «6 элемент». Однако во время финального концерта у Ладьи на набережной Волги, который состоялся 27 июня, Багзи не смог выступить и вместо него Капа вышел на сцену вместе с Шайном. В том же году треки «Улицы зла» (Капа и Багзи) и «Беда» (Капа feat. Antix) были перезаписаны без участия Шайна в студии радиостанции «Мегаполис» с помощью звукорежиссёра Александра Шкурдоды. Записи группы находились в ротации программы Street Beat на радиостанции «Мегаполис» и распространялись копированием с аудиокассеты. 13 октября 2001 года Шайн организовал в самарском клубе «Сафари» R’N’B-вечеринку, куда в качестве гостей пригласил рэп-группу «Пен-а-пласт» из Пензы.
В апреле 2002 года в рамках команды «Солдаты бетонной лирики» был создан проект «ШайКа» (название было составлено из первых слогов псевдонимов Шайн и Капа). Дебютное выступление дуэта состоялось в здании кинотеатра «Восход» на фестивале «Хип-хоп-легион» в Новокуйбышевске 19 апреля 2002 года, который ежегодно организовывал Анатолий Горячкин («Rain») с 2000 по 2005 год. С июня по октябрь в течение трёх месяцев Шайн и Капа записали дебютный альбом в студии радиостанции «Мегаполис» с помощью звукорежиссёра Александра Шкурдоды. Запись проходила во внеэфирное ночное время, а к утру рэп-исполнители возвращались домой, и иногда, не выспавшись, пропускали занятия в университете. Записи группы около года находились в ротации программы Rap Jam на радиостанции «Станция СОК 106.6 FM», а на книжном рынке Самары можно было приобрести на компакт-дисках 30-минутный микстейп «С.Б.Л. Mix». В конце года Шайн и Капа в составе «С.Б.Л.» приняли участие в рэп-фестивале Rap Music 2002, который прошёл во Дворце спорта «Юбилейный» в Санкт-Петербурге 29 декабря 2002 года, где выступили с композициями «Мы живём здесь» и «Уважай мой стиль». Призового места они не заняли, но Капе была присуждена премия «Лучшего МС года», а композиция «Мы живём здесь» стала визитной карточкой группы.
В июне 2003 года команда «Солдаты бетонной лирики» присоединилась к хип-хоп-объединению «Бурлаки на Волге», которое было образовано летом 1999 года из четырёх волжских рэп-команд: «Злой Дух» (Казань), «Буран» (Казань), «Белые братья» (Чебоксары) и «Типичный ритм» (Нижний Новгород). Поводом для этого стал трек «Волга», записанный Капой совместно с группами «Белые братья» и «Типичный ритм». 8 июля был выпущен сборник «Рэп на 100%: Анапа Арт 2003» с треком «Сын» от «Солдат бетонной лирики». 30 июля 2003 года композиция «Сын» попала в эфир ночной программы «Фристайл» на «Нашем радио», где ведущий «Панда» назвал Капу «открытием сезона» и подчеркнул его умение исполнять рэп, используя технику Method Man’а из Wu-Tang Clan.
В конце 2003 года Шайн и Капа в составе «С.Б.Л.» в качестве гостей выступили с песней «Сын» на рэп-фестивале Rap Music 2003, который прошёл в клубе Ozon в Москве 26 декабря. После выступления Шайн и Капа как солисты группы «Солдаты бетонной лирики» подписали контракт с московским лейблом 100Pro на выпуск дебютного альбома «ШайКа», который увидел свет 25 апреля 2004 года. В релиз вошло два скандальных трека на музыку Al Solo: «Сын» (русский вариант трека Method Man «Bring da Pain») (2003) и «Жена кондуктора» (русский вариант трека Wu-Tang Clan «Conditioner») (2003). Презентация альбома «ШайКа» прошла в КЗ «Дзержинка» Самары 7 февраля 2004 года и сопровождалась выходом предварительной копии альбома.
В 2004 году Шайн поучаствовал в записи двух треков для сольного альбома Капы — «Втыкал» (2005): «Шайка-До» и «Тебе охота». 7 декабря 2004 года был издан сборник объединения «Злой Дух Фамилия» — «Тяжесть Волги», на который вошёл сольный трек Шайна «Как не крути» («Деньги решают всё»).
В 2005 году группа «Солдаты бетонной лирики» распалась из-за творческих разногласий. Шайн решил начать сольную карьеру, однако, из-за нехватки времени написал только текст песни «По стерео» и прекратил работу над альбомом. В 2006 году сольные песни Шайна были выпущены как синглы в сборниках московского лейбла 100Pro: «Деньги решают всё» — в компиляции «Рэп качество на 100Pro», а «Перемены» — в «Рэп лирике».
В 2008 году Шайн приступил к записи новых треков и вернулся к концертной деятельности. 20 июня выступил на сольном концерте Капы в ночном клубе «Аура» в Самаре. 28 августа вышло два новых сингла от «Солдат бетонной лирики» (Шайн и Капа), записанных в новом звучании: «Стиль Самара» (Rick Ross mix '08) и «Спокоен как лёд» (Da Luniz mix '08). По словам Шайна, в «Спокоен как лёд» он добавил куплет, который не вошёл в альбомную версию. В сентябре вышел сольный трек Шайна эМэС, записанный в домашних условиях — «По стерео» (Dr. Dre mix '08). 20 декабря вышел новогодний сингл «Танцуй, веселись, гуляй народ!».
В январе 2009 года Шайн эМэС принял участие в записи совместного трека «На завтрак» с самарской рэп-группой «Мастерская», который был выпущен в сборнике «Ручная сборка №1» от лейбла Rap-A-Net (3 июля 2009 года). 9 января Шайн и Капа выступили от имени группы «Солдаты бетонной лирики» в клубе «Вокзал» в городе Бузулук Оренбургской области, а 28 марта — в клубе «Бункер» в городе Чапаевск Самарской области. 2 октября Капа выступил при поддержке Шайна на разогреве у российской рэп-группы Bad Balance в универсальном комплексе «МТЛ Арена» в Самаре, исполнив треки «Накажись», «Там на небе богам» и «Китайская забегаловка». 1 ноября 2009 года вышел трек «Гонов череда» и фристайл «Хардкор», исполненный под музыку Jay-Z «Brooklyn Go Hard» (prod. by Kanye West).
7 мая 2010 года был опубликован фристайл «Большой монитор», в тексте которого присутствуют двойные рифмы. 30 августа 2010 года вышел микстейп Шайна под названием 2k10 Mixtape, в который вошли старые и новые песни, миксы, а также скиты от Шайна.
В 2010 году Шайн записал мини-альбом Acoustic Lyrics, состоящий из одной собственной песни «В поисках кота» и пяти кавер-версий, исполненных под акустическую гитару: «I Chase The Devil» (Max Romeo Acoustic Cover), «Fever» (Elvis Presley Blues Acoustic Cover), «Bed Of Roses» (The Statler Brothers Country Acoustic Cover), «Sweat» (The Inner Circle Reggae Acoustic Cover), «Your Teeth In My Neck» (Scientist Dub Acoustic Cover). Треки были выложены Шайном в социальной сети «ВКонтакте» летом 2010 года.

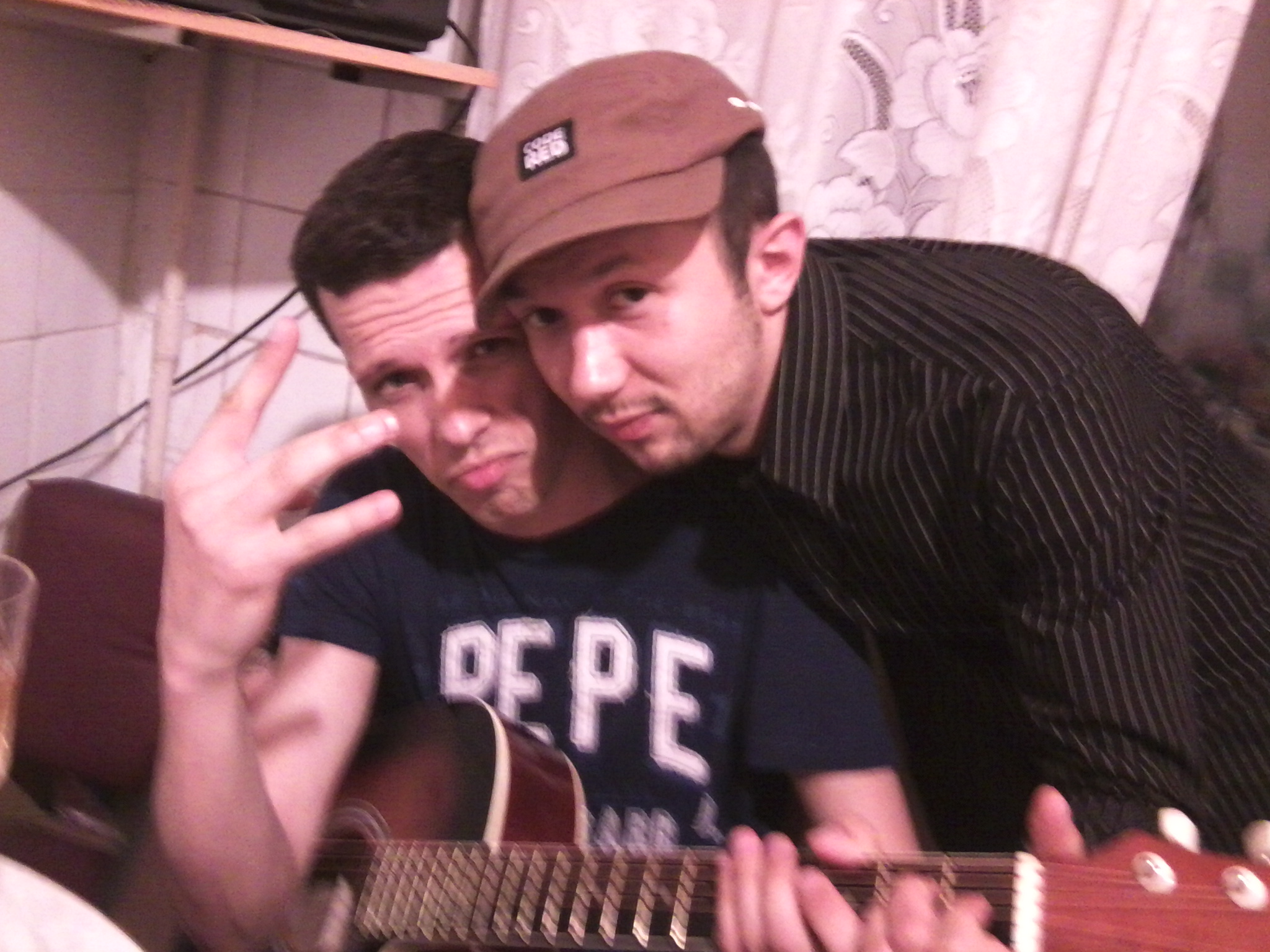
Шайн МС и Капа (дома у Шайна 09.06.2012)

13 и 14 августа 2010 года Шайн вышел на сцену вместе с Капой и DаБо на гала-концерте на Красной площади в Чебоксарах в рамках международного хип-хоп-фестиваля «Кофемолка». 20 мая 2012 года Шайн выступил с песней «Мы живём здесь» на IV открытом фестивале молодёжной уличной культуры «Улица жизни 2012» в посёлке Смышляевка Самарской области, куда он был приглашён в качестве жюри и вручил призы лауреатам фестиваля в направлении «Рэп». 19 апреля 2014 года исполнил треки «Техника рэпа» и «Street Beat» (при участии Boo-Clock) на хип-хоп-мероприятии «Точка» в клубе «Манхэттен» в Самаре. 4 ноября 2015 года в социальной сети «ВКонтакте» вышел новый трек Шайна «Знакомство» (produced by C.A.S Beatz). 19 февраля 2016 года Шайн выступил на концерте группы «ОУ74» в баре «Манхэттен» в Самаре. 24 марта 2017 года выступил с композицией «Знакомство» («Чифирь со льдом») на хип-хоп-мероприятии «Точка» в баре Tattoo House в Самаре. 19 мая 2018 года появился в качестве рэп-исполнителя на фестивале «БЗЧ Underground Fest 3» в КРЦ «Звезда» в Самаре. Параллельно Ермолов работал специалистом по электрике.
В декабре 2023 года Максим Ермолов с позывным «Шайн» принял участие в боевых действиях на востоке Украины, где пробыл около года и погиб в селе Макеевка в Сватовском районе Луганской области Украины 1 декабря 2024 года. О его смерти стало известно спустя два месяца, 8 февраля 2025 года, новость о гибели опубликовал на своей странице ВКонтакте бывший коллега Шайна по группе — Капа (Александр Малец). Информацию подтвердила подруга детства Максима — Вероника Назарова. Прощание состоялось 15 февраля.

## Критика
В мае 2004 года журналисты сайта Rap-Style.ru в обзоре альбома «Солдаты бетонной лирики» «Шайка» отметили способность Капы и Шайна достаточно хорошо дополнять друг друга. В частности, у Шайна отмечена хорошая лирика и считка, умение хорошо раскрывать тему, а у Капы — наличие стиля Method Man’а, что, по мнению Андрея Михеева (X-Star), является копией, которая «всегда хуже оригинала». Также авторы подчеркнули в альбоме музыку Капы, которая отличает «Солдат» от других русскоязычных рэп-групп. Лучшими треками на диске были выбраны «Драма» и «Перемены», темы которых заставляют задуматься, содержат отличную музыку, лирику и считку. Среди слабых треков рецензент S.m.i.T. выделил темы про «псевдо-гангстеров» — «Берегись автомобиля» и «Это мой день», а рецензент X-Star отметил в треке «Спокоен как лёд» большое количество мата, которое его портит.
В октябре 2004 года журналисты самарской областной молодёжной газеты «Волжский комсомолец сегодня» перед большим интервью с Капой упомянули о недавнем успехе группы «Солдаты бетонной лирики», чьи солисты Шайн и Капа «читали свои тексты на площадях, и тысячи молодых сердец отбивали ритм их речитативов».
26 февраля 2025 года, после гибели Шайна, на самарском портале «Самара Онлайн 24» вышла статья, в которой журналист Дмитрий Рекунов разместил интервью с Антоном Макаровым (DJ Antix) о творческом пути Шайна и о последних днях его жизни.

### Рейтинги
Осенью 2002 года команда «Солдаты бетонной лирики» (Шайн и Капа) была отобрана членами жюри для участия в ежегодном международном фестивале Rap Music как единственный представитель Самары. За месяц до проведения фестиваля компания 100Pro выпустила на компакт-дисках и аудиокассетах сборник «Rap прорыв № 4», состоящий из 20 треков от команд из различных городов, включая трек «Драма» (музыка и текст: Капа и Шайн) от «Солдат бетонной лирики». К сборнику был прикреплён отрывной купон для выбора десяти лучших для участия в фестивале. Таким образом путём голосования слушателей сборника и пользователей сети Интернет, отдавших свой голос на сайте 100Pro, «Солдаты бетонной лирики» прошли финальный отбор и были приглашены на Rap Music, который состоялся во Дворце спорта «Юбилейный» в Санкт-Петербурге 29 декабря 2002 года.
12 февраля 2005 года альбом «ШайКа» группы «Солдаты бетонной лирики» занял 31 место в номинации «Лучший хип-хоп-альбом 2004 года» на второй ежегодной церемонии Hip-Hop.Ru Awards 2004 по результатам голосования пользователей сайта Hip-Hop.Ru.
8 марта 2010 года концерт Капы и Шайна в клубе «Бункер» в городе Чапаевск 28 марта 2009 года занял 17 место в номинации «Лучшее хип-хоп-видео 2009 года» на седьмой ежегодной церемонии Hip-Hop.Ru Awards 2009 по результатам голосования пользователей сайта Hip-Hop.Ru.

## Дискография
Микстейпы
- 2002 — Солдаты бетонной лирики — «С.Б.Л. mix»
- 2010 — 2k10 Mixtape

Мини-альбомы
- 2010 — Acoustic Lyrics

Альбомы в составе «Собачья стая»
- 2000 — «Демо» (1999—2000)

Альбомы в составе «Солдаты бетонной лирики»
- 2004 — «ШайКа»

Синглы
- 1998 — Заставка для Street Beat
- 1999 — «Беда» (1-я версия) («Собачья стая»: Багзи, Капа, Шайн)
- 1999 — «Беда» (2-я версия) («Собачья стая»: Капа и Шайн)
- 1999 — «Техника рэпа» (Фристайл)
- 1999 — «Перемены» (Фристайл)
- 2000 — «Улицы зла» («Собачья стая»: Багзи и Капа) (текст: Шайн, Капа)
- 2002 — «Перемены»
- 2002 — «Деньги решают всё»
- 2002 — «Техника рэпа»
- 2005 — «Не пытайся понять. Часть 2» («С.Б.Л.»: Шайн и Капа)
- 2008 — «Стиль Самара» (Rick Ross mix '08) («С.Б.Л.»: Шайн и Капа)
- 2008 — «Спокоен как лёд» (Da Luniz mix '08) («С.Б.Л.»: Шайн и Капа)
- 2008 — «По стерео» (Dr. Dre mix '08)
- 2008 — «Танцуй, веселись, гуляй народ!»
- 2009 — «Гонов череда»
- 2009 — «Хардкор»
- 2010 — «Большой монитор»
- 2015 — «Знакомство» (produced by C.A.S Beatz)

Участие
- 2002 — Сборник «Rap прорыв № 4» («Солдаты бетонной лирики» — «Драма»)
- 2004 — Сборник лейбла «Злой Дух Фамилия» — «Тяжесть Волги» (Шайн — «Как не крути»)
- 2005 — Капа — «Втыкал» («Шайка-До» feat. Шайн, «Тебе охота» feat. Шайн)
- 2006 — Сборник «Рэп качество на 100Pro» (Шайн — «Деньги решают всё»)
- 2006 — Сборник «Рэп лирика» (Шайн — «Перемены»)
- 2006 — DJ Яaaman — 100Pro RMX’s (Капа — «Втыкал» (Headnodder Remix), Капа feat. Шайн — «Шайка-До» (Yakuza Remix))
- 2007 — Сборник «RAP на 100% # 7» (Капа feat. Шайн — «ШайКа-До»)
- 2009 — Сборник «Ручная сборка №1» (Мастерская & К.O. & Шайн эМэС — «На завтрак»)
- 2010 — ЗэД — «Самара-городок» (при уч. Шайн МС)
- 2011 — Мастерская [M-Sky] — «Время взрывать» («На завтрак» feat. Шайн М.С.)[51]

Чарты и ротации
В 2000 году треки «Улицы зла» и «Беда» (текст: Шайн, Капа) группы «Собачья стая» звучали в эфире программы Street Beat радиостанции «Мегаполис» (Самара).
С 2002 по 2003 год треки группы «Солдаты бетонной лирики» находились в ротации программы Rap Jam на радиостанции «Станция СОК 106.6 FM» (Самара): «Почему?» (feat. Snike из F.W.Jam) (03.03.2002, в гостях — Капа и Дизель), «Начинайте битву» (Капа и Дизель) (24.03.2002), «Самара—Чебоксары» («Вочи») (24.03.2002), «Перемены» и «Начинайте битву» (Live) (23.06.2002, в гостях — Капа и Шайн), «Уважай мой стиль», «Драма» (24.11.2002, в гостях — Капа и Шайн), «Мы живём здесь» (Live @ Rap Music 2002, 29.12.2002), «Фристайл» (22.06.2003, в гостях — Капа), «Не пытайся понять» (29.06.2003).
30 июля 2003 года композиция «Сын» группы «Солдаты бетонной лирики» попала в эфир ночной программы «Фристайл» на «Нашем радио».

## Видеоклипы
- 2003 — Rap Music 2002 Live («Солдаты бетонной лирики») (VHS)
- 2004 — Презентация альбома «ШайКа» («Солдаты бетонной лирики») (КЗ «Дзержинка», Самара, 07.02.2004) (VHS)
- 2005 — «Не пытайся понять» («Солдаты бетонной лирики») (режиссёр: Капа)
- 2008 — Концерт Капы и Шайна в ночном клубе «Аура» в Самаре (20.06.2008)
- 2009 — Выступление Капы и Шайна перед концертом группы Bad Balance («МТЛ Арена», Самара, 02.10.2009)